# Otto Jacob Thambsen
 Der er for få eller ingen kildehenvisninger i denne artikel, hvilket er et problem. Du kan hjælpe ved at angive troværdige kilder til de påstande, som fremføres i artiklen.

Otto Jacob Thambsen (født 1670, død 17. september 1724 på Sankt Thomas) var en dansk søofficer.

## Liv og gerning
Han var søn af slotsgartner og forvalter ved Rosenborg Andreas Thomsen (Thombsen) og Sophie Amalie Kalthof. Han blev 1691 lærling i Marinen, gik året efter i hollandsk orlogstjeneste og deltog dette år (29. maj) i det store søslag ved la Hogue, hvor den hollandsk-engelske flåde tilføjede den franske admiral Tourville et knusende nederlag. Den følgende vinter studerede han med iver navigation og artilleri i Amsterdam og kom sommeren derefter atter på togt, under admiral Allemonde. I 1694 var han om bord i det danske linjeskib "Lindormen" på dettes eventyrlige færd til Frankrig, 1695 med fregatten "Ørnen". Samme år blev han underløjtnant og avancerede derefter 1697 til premierløjtenant, 1700 til kaptajnløjtnant, 1703 til kaptajn, 1709 til kommandørkaptajn, 1711 til kommandør; 1714 blev han schoutbynacht (kontreadmiral).
Efter et togt i 1696 med fregatten "Sværmeren" gik han atter i hollandsk tjeneste med en konvoj til Grønland; i 1698-99 fór han med et armeret skib i venetiansk tjeneste.

### Store Nordiske Krig
Han hjemkaldtes ved krigsudrustningen i 1700 og blev chef for fregatten "Maagen", der detacheredes til Riga. Ved oprettelsen af Søkadetkorpset i 1701 ansattes han som 3. kadetofficer; 2 år senere blev han næstkommanderende sammesteds. Han førte dette år atter "Maagen", der ledsagede Frederik IV til Norge; i 1705 og 1707 var han chef for kadetskibet "Frøken Elsken", i 1706 vagtskibschef i Storebælt, 1709 chef for transportskibet "Færø", der bragte den danske envoyé, kommandør Just Juel, til Narva. 1710 var han chef for linjeskibet "Prins Christian", først i admiral v. Støckens eskadre, senere ved hovedflåden, der 4. oktober kæmpede på Køge Bugt med den svenske flåde. I 1711 og 1712 var han flagkaptajn i linjeskibet "Elefanten" under generaladmiral Ulrik Christian Gyldenløve; med denne deltog han 29. september i ødelæggelsen af den svenske transportflåde under Rygen, men for øvrigt synes de ikke at have stået på nogen god fod, thi vinteren derefter klagede han over, at "Generalen" betager ham enhver lejlighed til at signalisere sig. I 1713 var han atter til søs, denne gang som chef for linjeskibet "Ebenezer"; desuden førte han en eskadre, der krydsede i Østersøen og bragte en transport til admiral Sehested ved Stralsund. 1714 var han atter eskadrechef, denne gang først på en ekspedition til Norge, senere i Østersøen. I 1715 gjorde han tjeneste som eskadrechef ved hovedflåden under admiral P. Raben, der 8. august havde et blodigt sammenstød ved Jasmund med den svenske flåde. Som så ofte, hvor Raben førte kommandoen, fik slaget et efterspil i form af anklager og krigsretter; også Thambsen led herunder; han anklagedes for ikke at have gjort sin pligt. Først 3 år efter blev denne sag tilendebragt; men uagtet at han med ære frifandtes, erholdt han dog ved udgangen af 1719 in afsked.

### Guvernør på Sankt Thomas
Den 8. oktober 1723 udnævntes han til guvernør på Sankt Thomas. 11. november samme år forfattedes i København specielle instrukser til hans ankomst. Han ankom tidligt i 1724 og døde efter blot et halvt års tid, den 17. september 1724.
Hans enke, Birgitte Cathrine f. Wissing, datter af kammerråd Jens Jensen Wissing og Elisabeth Meulengracht, døde i København i september 1758.
Han var en anset, dygtig og kundskabsrig officer, hvis dannelse stod over størsteparten af hans samtidiges.